# Judite Nunes
Judite de Miranda Monte Nunes (Natal, 31 de dezembro de 1946) é uma magistrado e desembargadora brasileira. Foi a primeira mulher da história a assumir a presidência do Tribunal de Justiça do Estado do Rio Grande do Norte, sendo a segunda mulher a assumir o cargo de desembargadora do tribunal, em 1997.

## História
A desembargadora Judite de Miranda Monte Nunes nasceu em Natal, no estado do Rio Grande do Norte no dia 31 de dezembro de 1946. Filha de Orígenes Monte e Maria Suzete de Miranda Monte, é sobrinha do arcebispo Nivaldo Monte e casada com José Sátiro de Souza Nunes, Procurador de justiça aposentado.
É bacharela em direito pela Universidade Federal do Rio Grande do Norte, sendo a aluna laureada da turma de 1969.
Antes de ingressar na Magistratura, assumiu os cargos de Adjunto de Promotora nas Comarcas de Taipu e João Câmara além de Procuradora Jurídica da Companhia de Águas e Esgotos do Rio Grande do Norte.
Em 1971, foi nomeada para o Ministério Público, assumindo o cargo de Promotora de Justiça Substituta. Neste mesmo ano, pelo critério de merecimento, foi promovida para o cargo de Promotora de Justiça da Comarca de Umarizal. Posteriormente, assumiu a titularidade do cargo nas Comarcas de São Tomé, Taipu e São José do Campestre, todas de 1ª entrância. Foi titular também nas Comarcas de 2ª entrância de Areia Branca, Lajes, Santana do Matos e Parnamirim. Assumiu, ainda, como titular, as Comarcas de Macau e Natal, nesta última como 3ª e 2ª Promotora de Justiça, ambas de 3ª entrância.
Em 1987, pelo critério de merecimento, foi promovida, para o cargo de Procuradora de Justiça, sendo designada para atuar junto ao Gabinete do Procurador-geral de Justiça e perante a Câmara Criminal do Tribunal de Justiça do Rio Grande do Norte.
Foi designada para representar o Ministério Público perante a 2ª Zona Eleitoral do Tribunal Regional Eleitoral deste Estado e na Comissão de Adoção do Estado (CEJARN).
Integrou as Comissões para Exame da Ordem dos Advogados do Brasil, secção deste Estado, e do Concurso para o cargo de Promotora de Justiça Substituto do Rio Grande do Norte.
Teve seu nome aprovado para exercer o cargo de Desembargadora do Tribunal de Justiça do Estado pelo Decreto Legislativo nº 119 de 27 de novembro de 1997.
Por Decreto, foi nomeada para o cargo de desembargadora do Tribunal de Justiça do Estado, na vaga criada pela Emenda Constitucional nº 2, de 21 de outubro de 1997, correspondente ao quinto constitucional reservado aos membros do Ministério Público, conforme dispõe o Art. 94 da Constituição Federal, e o Art. 74, inciso II, da Constituição do Estado.
No Tribunal Regional Eleitoral do Rio Grande do Norte assumiu os seguintes cargos: Corregedor Eleitoral, Vice-Presidente e Presidente.
Foi empossada no cargo de Presidente do Poder Judiciário do Estado do Rio Grande do Norte no dia 7 de janeiro de 2011, cumprindo o biênio 2011–2012 no poder e deixando o cargo no início de 2013.
Atualmente, é desembargadora do Tribunal de Justiça do Estado do Rio Grande do Norte.

## Atuação profissional
Judite de Miranda Monte Nunes exerceu ou exerce as seguintes funções:
- Presidente do Tribunal de Justiça do Estado do Rio Grande do Norte;
- Presidente do Tribunal Regional Eleitoral do Rio Grande do Norte;
- Desembargadora do Tribunal de Justiça do Rio Grande do Norte;
- Procuradora de Justiça perante a Câmara Criminal do Tribunal de Justiça do Estado do Rio Grande do Norte;
- Promotora de Justiça da comarca de Natal (Rio Grande do Norte)[2].